# Véhicule transatmosphérique
Un véhicule transatmosphérique, dans le domaine de l'astronautique, est un véhicule aérospatial doté de moyens de propulsion, notamment aérobie, qui pourrait atteindre l'espace extraatmosphérique et en revenir par ses propres moyens dans les conditions d'un aérodyne.
Le terme correspondant en anglais est transatmospheric vehicle.

## Référence
Droit français : arrêté du 20 février 1995 relatif à la terminologie des sciences et techniques spatiales.